# التكية السليمانية (دمشق)

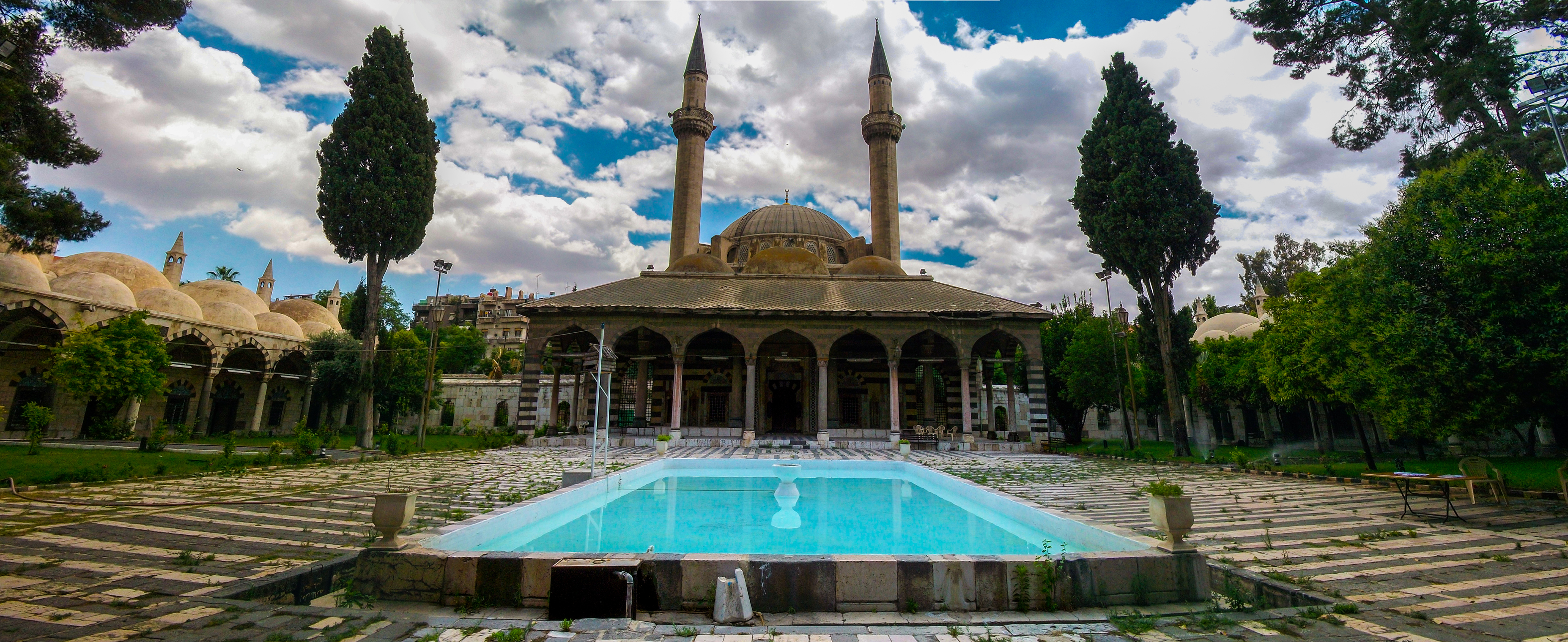
التكية السليمانية.

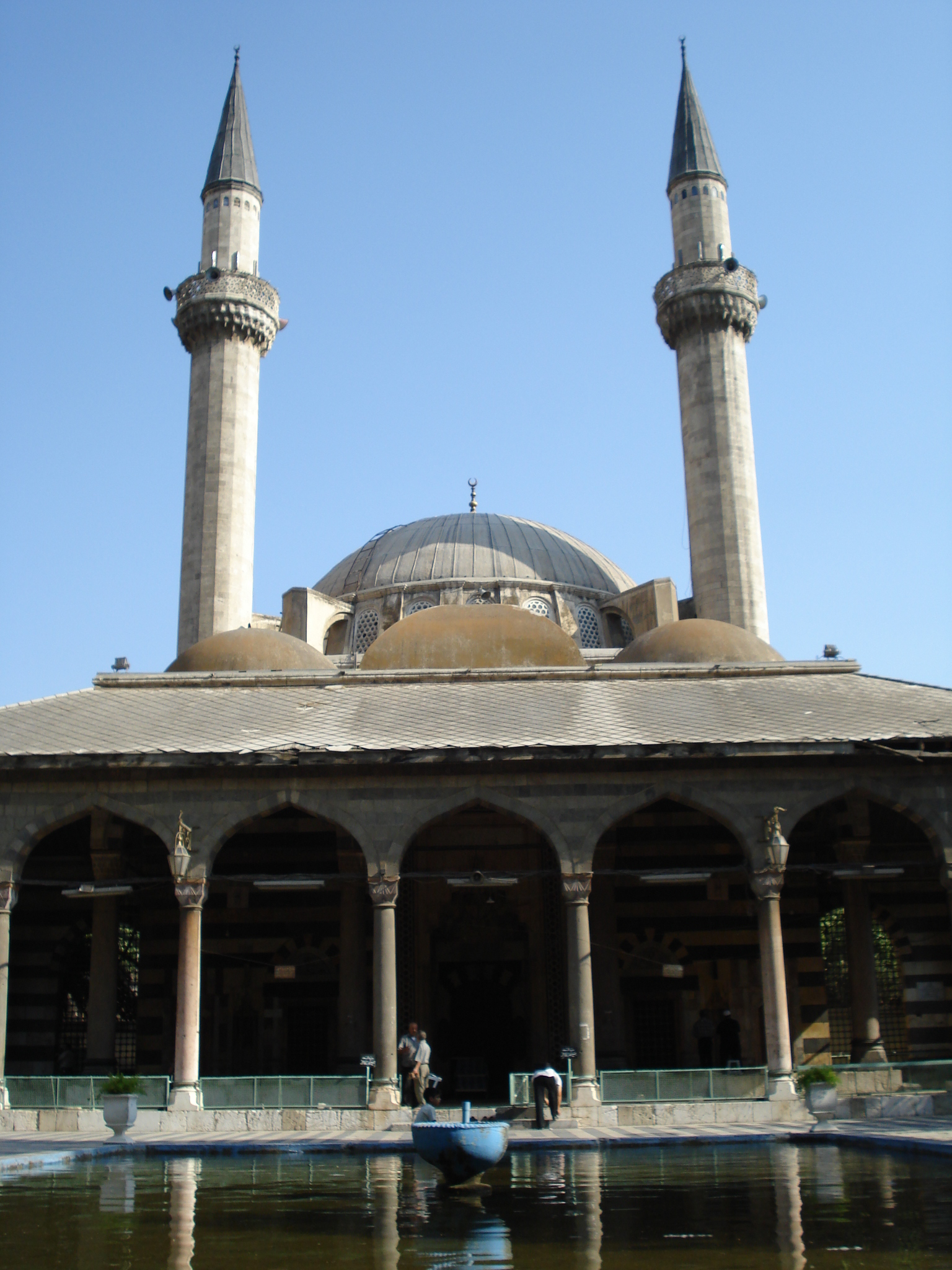
التكية السليمانية في دمشق.

التكية السليمانية (بالتركية: Şam Süleymaniye Külliyesi)‏، هي بناء متكامل في دمشق بسوريا، يعد من أهم الآثار العثمانية في مدينة دمشق، يضم مسجدًاومتحفًا وسوقًا للمهن اليدوية والتراث ومدرسةً.

## التسمية والبناء
سميت نسبة إلى السلطان سليمان القانوني الذي أمر ببنائها عام 1554 م في الموضع الذي كان يقوم عليه قصر الظاهر بيبرس المعروف باسم قصر الأبلق في مدينة دمشق.
وكانت تخدم عابري السبيل والفقراء والحجاج في طريقهم وتأمن لهم الطعام والمأوى والتعليم للفقراء.
التكية من تصميم المعماري العثماني معمار سنان، أشهر معماري عثماني. وأشرف على بنائها المهندس ملا آغا. بدأ بناؤها سنة 1553 م وانتهى سنة 1559 م في عهد الوالي خضر باشا، أما المدرسة الملحقة بها فتم بناؤها سنة 1566 م في عهد الوالي لالا مصطفى باشا.

## المعالم

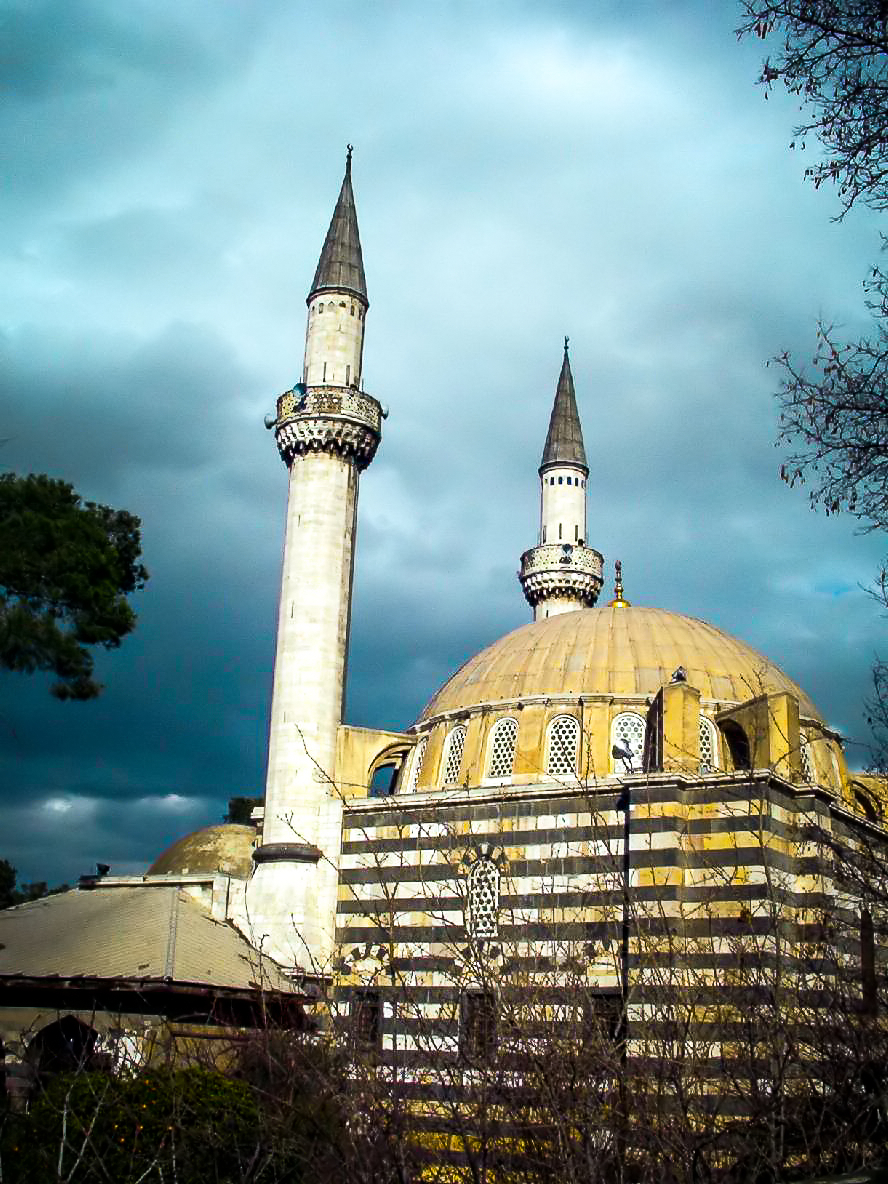
صورة تظهر الجانب الشرقي من التكية السليمانية

تبلغ مساحتها أحد عشر ألف متر مربع. أبرز ما يميز طراز التكية السليمانية مئذنتاها النحيلتان اللتان تشبّهان بالمسلّتين أو قلمي الرصاص لشدة نحولهما، وهو طراز لم يكن مألوفاً في دمشق حتى تلك الحقبة. تضم التكية قسمين:
- التكية الكبرى التي تتألف من مسجد ومدرسة.
- التكية الصغرى التي تتألف من حرم للصلاة وباحة واسعة تحيط بها أروقة وغرف تغطيها قباب متعددة. كانت التكية الصغرى مأوى للغرباء وطلبة العلم، وتضم اليوم المتحف الحربي السوري وسوق الصناعات الشعبية.

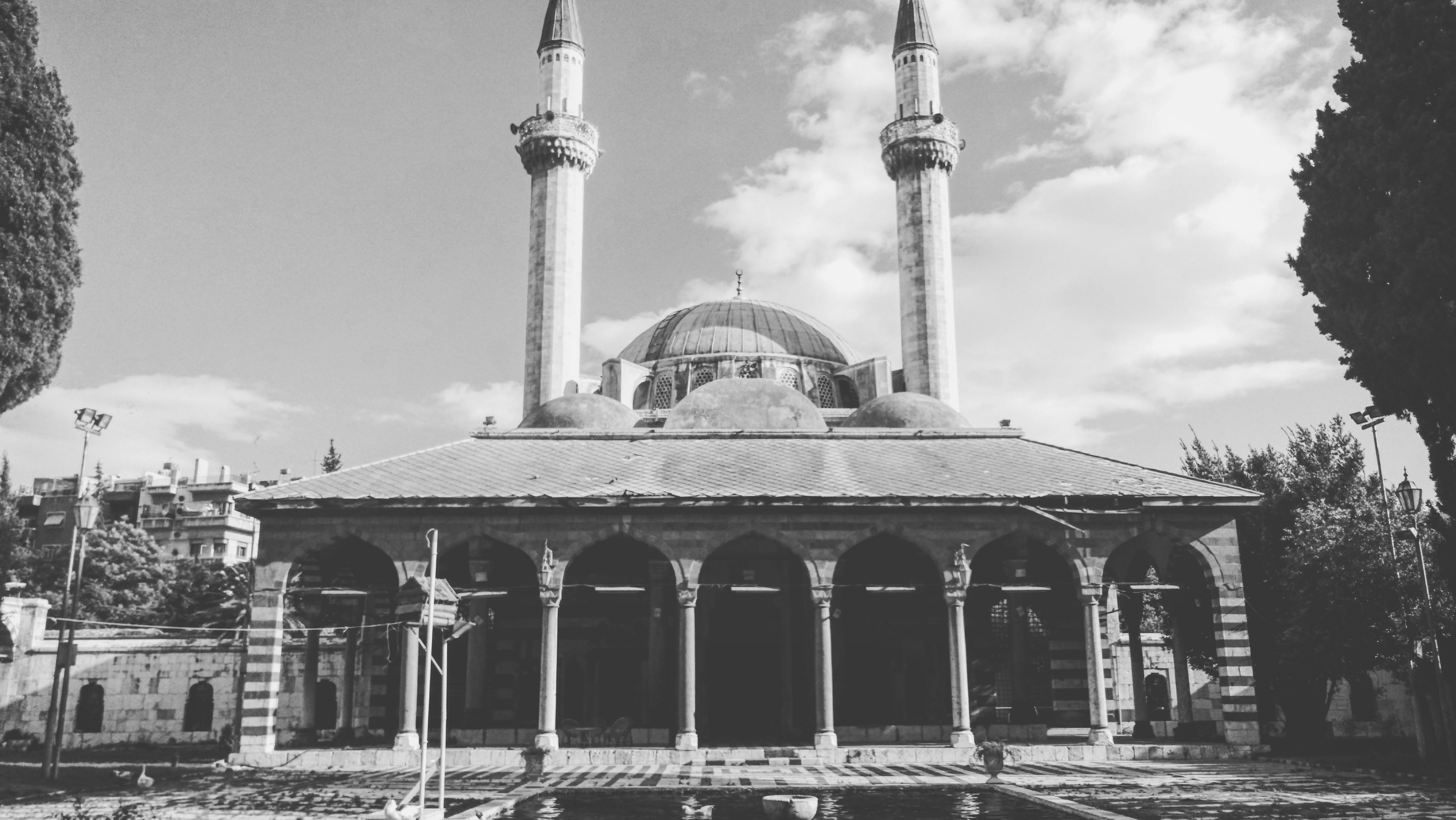

## الإعلام
في عام 2014 أعد عدد من عدد من طلاب الإعلام فيلم تسجيلي عن التكية السليمانية في دمشق.

## إغلاق جزء من التكيّة السليمانية
لقد قامت وزارة السياحية السورية عقب الأزمة السورية بإغلاق عدّة غرف في التكية السليمانية ومنها غرف تؤدي إلى قبر السلطان العثماني محمد السادس

## معرض صور

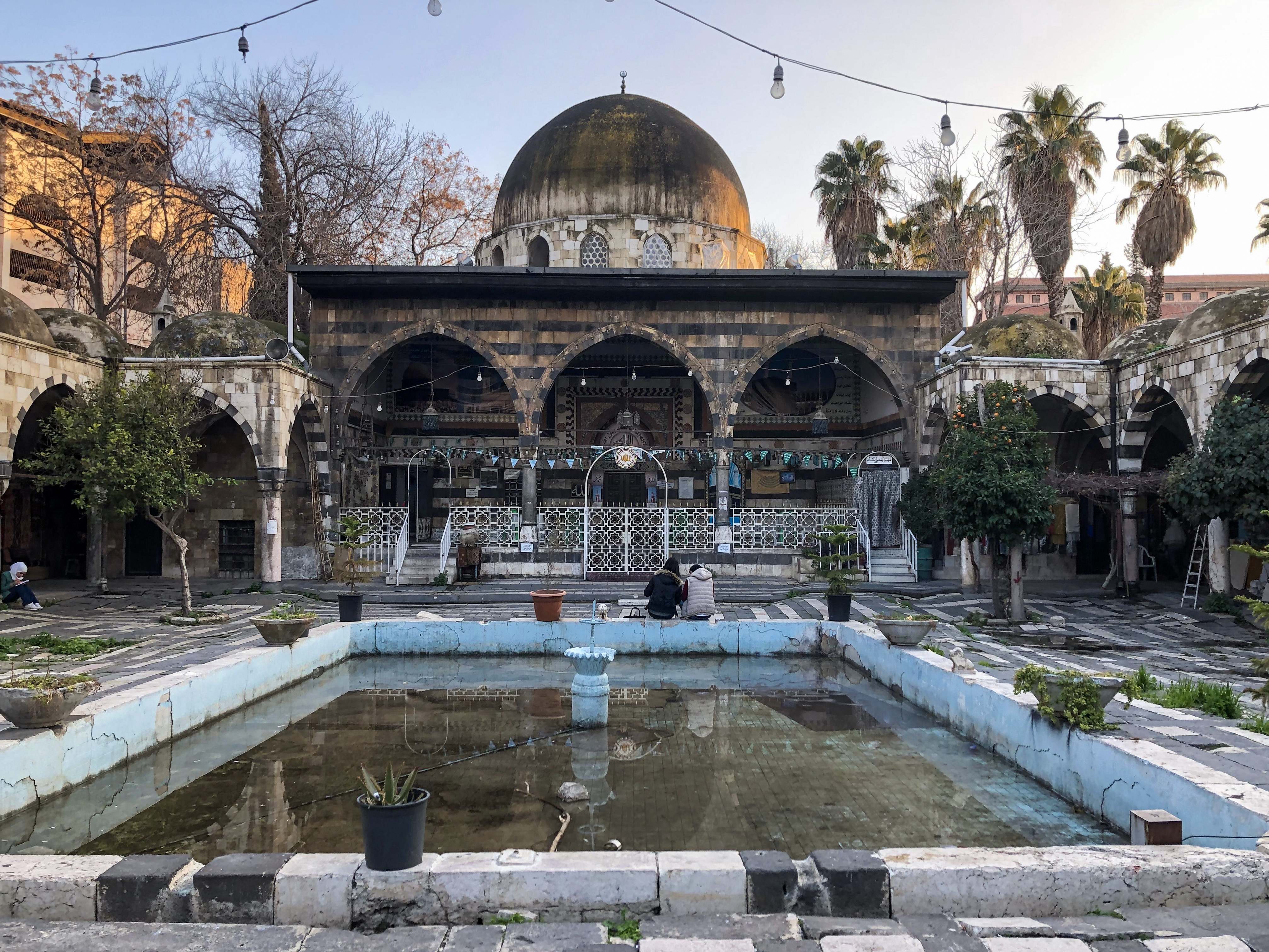
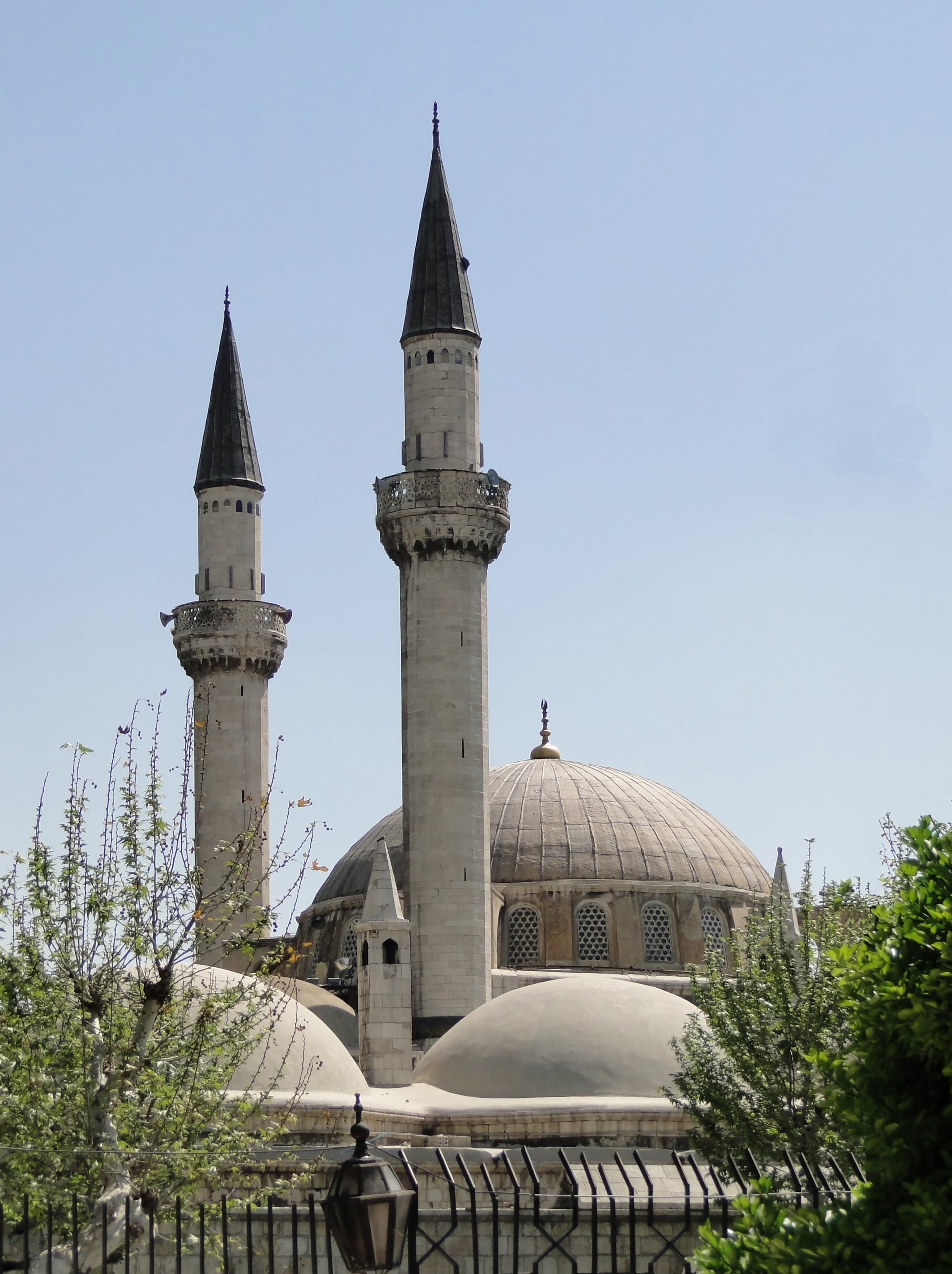
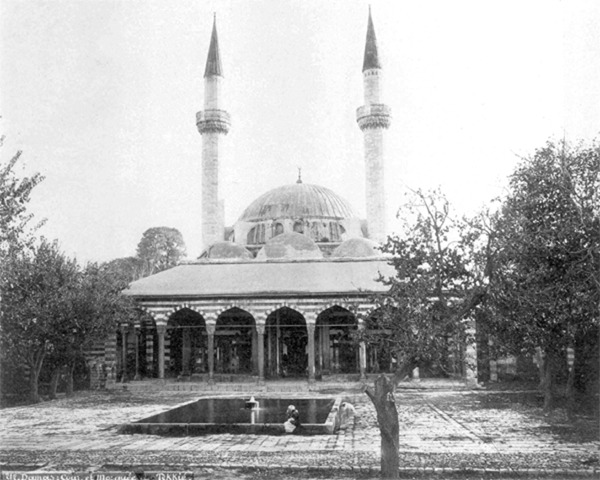
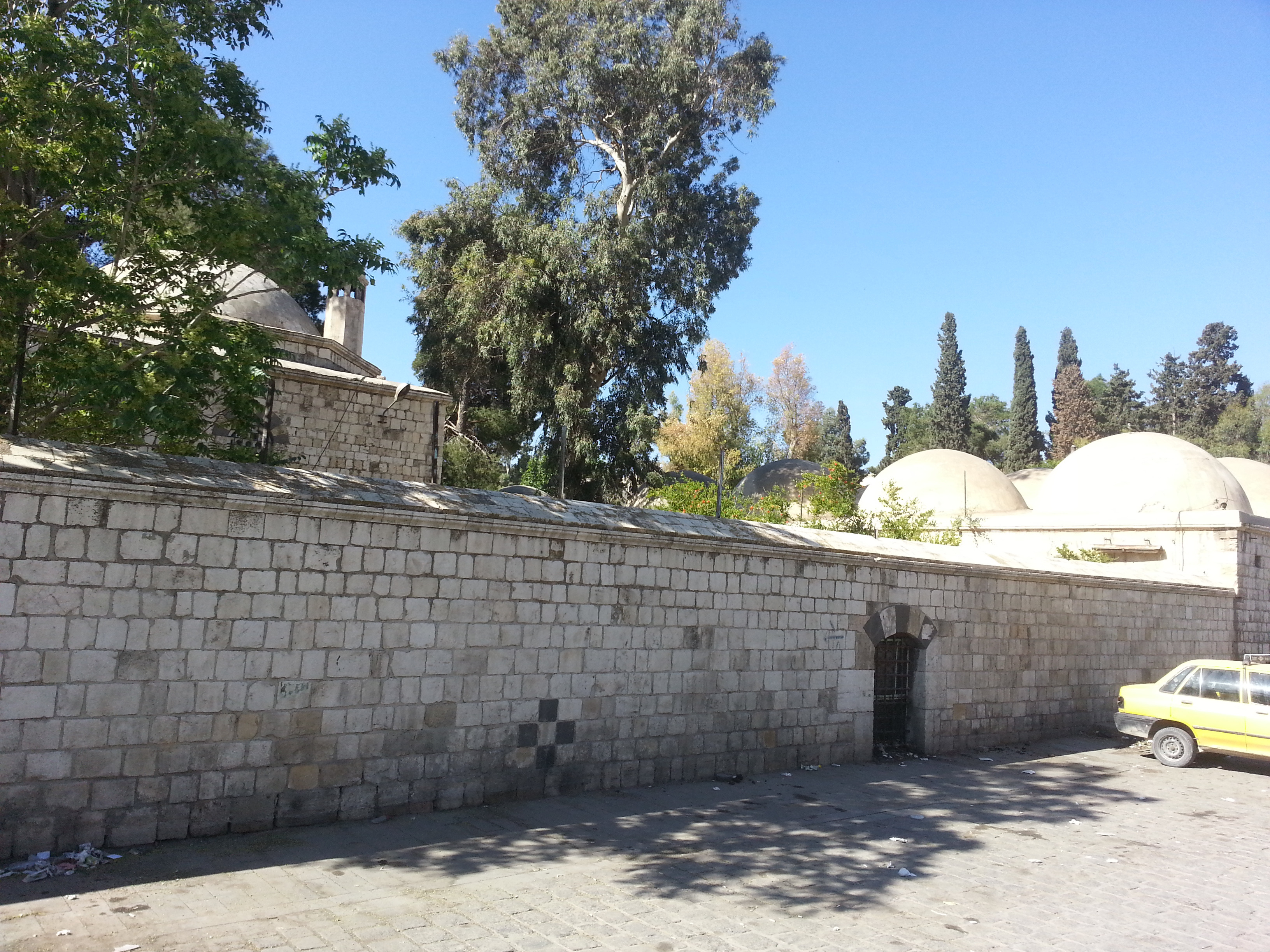

## أعلام
- السلطانة سنيحة
- سازكار خانم